# Hypulia dirempta
Hypulia dirempta är en fjärilsart som beskrevs av Walker 1861. Hypulia dirempta ingår i släktet Hypulia och familjen mätare. Inga underarter finns listade i Catalogue of Life.